# Miniconjou
De Miniconjou (Lakota: Mnikȟówožu, Hokwoju - "planten bij het water") zijn een inheems Amerikaans volk dat een onderdeel vormt van het Lakota-volk, dat vroeger een gebied bewoonde in het westelijke hedendaagse South Dakota, van de Black Hills tot de Platte River. 
De hedendaagse bevolking leeft voornamelijk in het zuidwesten van South Dakota. Een bekende Miniconjou-chief was Touch the Clouds.